# 20272 Duyha
A 20272 Duyha (ideiglenes jelöléssel 1998 FH33) a Naprendszer kisbolygóövében található aszteroida. A LINEAR projekt keretében fedezték fel 1998. március 20-án.